# Cidariplura bilineata
Cidariplura bilineata là một loài bướm đêm trong họ Noctuidae.